# Ikpengs
Els ikpeng (també coneguts com a txikāo) són una comunitat indígena que ara viu al Parc indígena del Xingu al Mato Grosso, Brasil. El 2014 tenien una població de 477 habitants, respecte als 50 de 1969.

## Nom
L'Ikpeng també són anomenats txicão, txikão, txikân, chicao, tunuli, tonore, chicão, o tchicão,

## Història

### Història primerenca
Se sap que els ikpeng habitaven la mateixa terra que els pobles txipaya, prop del riu Iriri, i tenien una forta aliança amb aquest grup en temps de guerra. Una història oral traça el territori ancestral Ikpeng fins al riu Jari (Rodgers, 2013). El 1850 es sabia que l'Ikpeng habitava una zona de rius convergents, que es creia que era la conca del riu Teles Pires-Juruena (Menget i Troncarelli, 2003). Abans de 1900, els ikpeng estaven en guerra amb diverses polítiques i fins i tot es van trobar amb colons d'origen europeu (2003). La guerra i la colonització de la conca de Teles Pires-Juruena van empènyer els ikpengs a través de la formació de la muntanya Formosa i a la conca superior de Xingu (2003). El 1960, els ikpengs van segrestar dues noies wauja, que van portar una malaltia no nativa (possiblement grip) a la seva tribu. La tribu wauja també va atacar els ikpeng en un intent fallit de recuperar les dues noies i, com a resultat de la malaltia i la guerra, la població ikpeng es va reduir a la meitat.

### Presumptes regals d'Occident
Segons una història explicada a Scott Wallace per Sydney Possuelo, uns dies abans del 19 d'octubre de 1964 (data del primer contacte), Orlando i Cláudio Villas-Boas havien escoltat informants nadius que els ikpeng patien malalties després d'un brutal atac enemic i que els xamans ikpeng no havien pogut curar aquesta malaltia. Els informants van dir a Orlando i Cláudio que no era estrany que els ikpeng matessin els seus xamans si no aconseguien guarir les malalties. Així, els germans van decidir actuar llançant regals als ikpeng, que van començar per la presència de l'avió.

### Contacte i reubicació
Pocs dies després del suposat llançament aeri, el 19 d'octubre de 1964, Orlando i Cláudio Villas-Boas es van trobar amb pobles ikpeng mentre sobrevolaven el riu Ronuro a Mato Grosso (Pacheco, 2005). Vivien a prop dels rius Jabotá i Ronuro i, quan es van trobar desnutrits i exposats a malalties, van acceptar recursos i posteriorment es van traslladar al parc nacional Xingu el 1967 (Menget i Troncarelli, 2003). Els ikpeng es van dispersar durant poc temps, amb diferents grups familiars que vivien a diferents parts del parc, però es van reagrupar més tard a principis dels anys setanta prop del Lloc Indígena Leonardo Villas-Boas (2003). Als anys vuitanta, s'havien traslladat a la regió mitjana del Xingu i actualment administraven el lloc indígena Pavuru, així com el lloc de vigilància Ronuro, que és a prop de la seva terra tradicional al riu Jabotá (2003). Des d'aquesta lloc, ajuden a defensar el parc Xingu contra els pescadors i maderers il·legals (Campetela, 1997). L’Ikpeng va fer una expedició el 2002 al riu Jabotá per recollir plantes medicinals i petxines. Actualment busquen recuperar aquest territori (Menget i Troncarelli, 2003).

### Escoles
A la dècada de 1990, els ikpeng van començar a elaborar un sistema educatiu dins de la seva comunitat (Campetela, 1997). El 1994, els professors d'Ikpeng van desenvolupar una forma d'escriptura amb l'ajut de lingüistes (Menget i Troncarelli, 2003). Això es va fer a través del programa de formació del professorat de l'Instituto Socioambiental, que ha permès als nens ikpeng aprendre la seva pròpia llengua junt al portuguès a l'Escola Ikpeng (2003). Aquesta escola té el paper central en el projecte i és responsable de la creació de material i la distribució d’aquest material per a les comunitats ikpeng dins del parc Xingu (2003).

### Subsistència
Els ikpeng són caçadors-recol·lectors. També pescen i conreen. Els seus cultius principals són cotó, carbasses, blat de moro, mandioca i urucu.

## Implicació al projecte Video nas Aldeias
Els membres de la comunitat ikpeng participen en el projecte Video nas Aldeias amb seu al Brasil. Entre els cineastes Ikpeng que han rebut la seva formació a través de Video nas Aldeias hi ha Karané Ikpeng, Kumaré Ikpeng i Natuyu Yuwipo Txicão. Natuyu Yuwipo Txicão és la primera dona indígena que es va unir al projecte Video nas Aldeias. Entre les pel·lícules Ikpeng destacades hi ha Marangmotxíngmo Mïrang: From the Ikpeng Children to the World (2001), Moyngo, the Dream of Maragareum (2000), i Pïrinop, My First Contact (2007).